# Vasanti N. Bhat-Nayak
Vasanti N. Bhat puis Vasanti N. Bhat-Nayak est une mathématicienne indienne (10 juin 1938 - 12 février 2009), professur à l'Université de Mumbai.
Ses domines de travail concernent la combinatoire et la théorie des graphes. 
Vasanti N. Bhat a obtenu un Ph.D. à l'université de Mumbai en 1970 avec une thèse intitulée Some New Results in PBIBD Designs and Combinatorics, sous la direction de S. S. Shrikhande.
Elle est ensuite restée dans le corps professoral de l'université, et a aussi été directeur du département.
Elle a notamment publié sur les plans en blocs,,, les graphes bivariegated (en) (litt. « graphes panachés »), l'étiquetage gracieux de graphes,,, les équations de graphes et les partitions de fréquences.

## Publications (sélection)
- Vasanti N. Bhat, « On inequivalent balanced incomplete block designs. I », J. Comb. Theory, vol. 6,‎ 1969, p. 412-420 (zbMATH 0169.32201).
- S. S. Shrikhande et Vasanti N. Bhat, « Nonisomorphic solutions of pseudo-(3,5,2) and pseudo-(3,6,3) graphs », Ann. N. Y. Acad. Sci., vol. 175,‎ 1970, p. 331-350 (zbMATH 0229.05139).
- S. S. Shrikhande et Vasanti N. Bhat, « Graphs derivable from {\displaystyle L_{3}(5)}-graphs. », Proc. 2nd Chapel Hill Conf. Combin. Math. Appl., Univ. North Carolina 1970,‎ 1970, p. 403-404 (zbMATH 0209.28203).

- Vasanti N. Bhat et S. S. Shrikhande, « Non-isomorphic solutions of some balanced incomplete block designs. I », J. Comb. Theory, vol. 9,‎ 1970, p. 174-191 (zbMATH 0199.31802).

- Vasanti N. Bhat et S. F. Kapoor, « The powers of a connected graph are highly hamiltonian », Journal of Research of the National Bureau of Standards Section B, vol. 75,‎ 1971, p. 63-66 (zbMATH 0231.05109).

- S. S. Shrikhande et Vasanti N. Bhat, « Seidel-equivalence in {\displaystyle LB_{3}(6)} graphs », Aequationes Mathematicae, vol. 8,‎ 1972, p. 271-280 (zbMATH 0248.05122).
- Vasanti N. Bhat, « Non-isomorphic solutions of some balanced incomplete block designs. II, III », J. Comb. Theory, Ser. A, vol. 12,‎ 1972, p. 217-224, 225-252 (zbMATH 0245.05008).
- Vasanti N. Bhat et S. F. Kapoor, « Minimally (p-6)-Hamiltonian graphs », J. Indian Math. Soc. (Nouvelle série), vol. 38,‎ 1975, p. 207-214 (zbMATH 0352.05044).
- Vasanti N. Bhat-Nayat, S. A. Choudum et Ranjan N. Naik, « Characterizations of 2-variegated graphs and of 3-variegated graphs », Discrete Math., vol. 23,‎ 1978, p. 17-22 (zbMATH 0393.05041).

- Vasanti N. Bhat-Nayat, Ranjan N. Naik et S. B. Rao, « Frequency partitions: Forcibly pancyclic and forcibly nonhamiltonian degree sequences. », Discrete Math., vol. 20,‎ 1977, p. 93-102 (zbMATH 0384.05050).

- Vasanti N. Bhat-Nayat et Ranjan N. Naik, « Solutions of some further graph equations », Discrete Math., vol. 47,‎ 1983, p. 169–175 (DOI 10.1016/0012-365X(83)90087-0, zbMATH 0522.05062)

- Vasanti N. Bhat-Nayat et D. G. Sarvate, « Simple and irreducible group divisible designs with block size 3 », Congressus numerantium, vol. 114,‎ 1996, p. 179-192 (zbMATH 0901.05010).

- Vasanti N. Bhat-Nayat et Ujwala N. Deshmukh, « Gracefulness of {\displaystyle C_{4t}\cup K_{1,4t-1}} and {\displaystyle C_{4t+3}\cup K_{1,4t+2}} », J. Ramanujan Math. Soc., vol. 11, no 2,‎ 1996, p. 187-190 (zbMATH 0867.05057).
- Vasanti N. Bhat-Nayat et A. Selvam, « Gracefulness of {\displaystyle n}-cone {\displaystyle C_{m}\vee K_{n}^{c}} », Ars Combin., vol. 66,‎ 2003, p. 283–298 (MR 1961491).
- Manisha Acharya et Vasanti N. Bhat-Nayat, « Minimal {\displaystyle k}-equitability of {\displaystyle C_{2n}\odot K_{1}}, {\displaystyle k=2,2n} and associated graphs », Utilitas Mathematica, vol. 68,‎ 2005, p. 109-130 (zbMATH 1099.05068).